# Ecfant de Siracusa
Ecfant (en grec antic Ἔκφαντος) va ser un astrònom i filòsof pitagòric grec del segle IV aC, nascut a Siracusa.
Seguia l'escola de Pitàgores i sembla que va ser deixeble d'Hicetes, i seguia també les opinions de Demòcrit d'Abdera i d'Anaxàgores de Clazòmenes. Segons Ecfant, "La Terra, centre del món (geocentrisme), gira sobre ella mateixa d'oest a est (rotació)". Ecfant defensava que els principis estan constituïts pels cossos indivisibles i el buit. Aeci considera que va ser el primer que va dir que les mònades pitagòriques tenien realitat física.
Segons Ecfant, el món el formen els àtoms, en nombre infinit, que es distingeixen per la mida, la forma i la potència, i són la matèria de les coses sensibles. Els mou un principi diví, un intelecte i una ànima, una mena de providència. Aquest món és únic i té una forma esfèrica. La Terra és el centre del món, i gira d'oest a est. Nicolau Copèrnic diu: Heràclides Pòntic i Ecfant el pitagòric, no atribueixen, se cert, a la Terra un moviment de translació al voltant del Sol, (heliocentrisme)... Per tant, jo em vaig posar a pensar sobre la mobilitat de la Terra".